# Сельское поселение Шугур
Се́льское поселе́ние Шугур — муниципальное образование в Кондинском районе Ханты-Мансийского автономного округа России.
Административный центр — посёлок Шугур.

## История

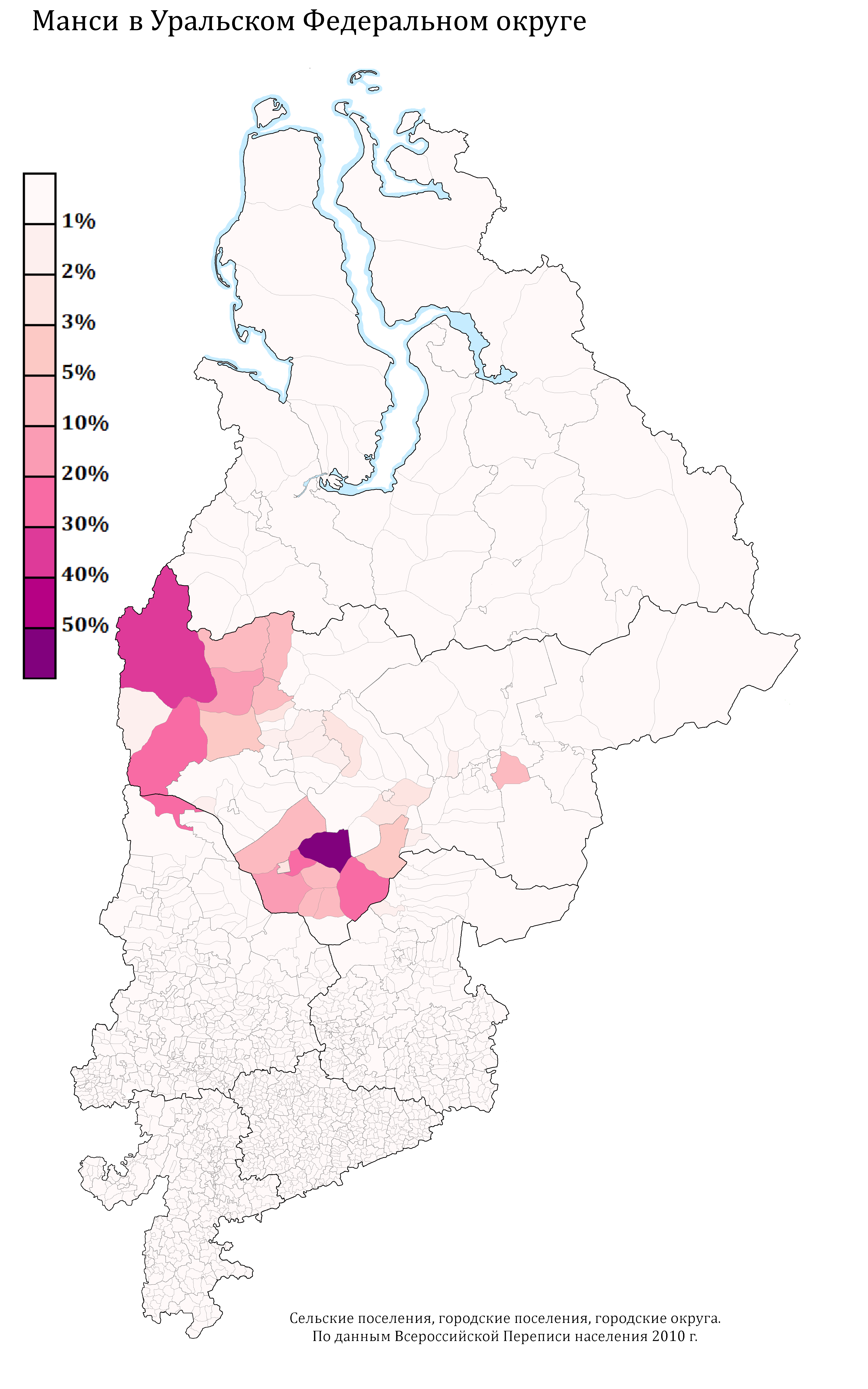
Расселение манси в Уральском федеральном округе по городским и сельским поселениям в %, перепись 2010 г.

Статус и границы сельского поселения установлены Законом Ханты-Мансийского автономного округа — Югры от 25 ноября 2004 года № 63-оз «О статусе и границах муниципальных образований Ханты-Мансийского автономного округа — Югры».

## Население
| 2010 | 2012 | 2013 | 2014 | 2015 | 2016 | 2017 |
| ---- | ---- | ---- | ---- | ---- | ---- | ---- |
| 647  | →647 | ↘617 | ↘595 | ↘592 | ↘571 | ↗577 |
| 2018 | 2019 | 2020 | 2021 |      |      |      |
| ↗582 | →582 | →582 | ↘524 |      |      |      |

Является единственным муниципальным образованием в мире, более половины населения которого являются манси.

## Состав сельского поселения
| № | Населённый пункт | Тип населённого пункта          | Население |
| - | ---------------- | ------------------------------- | --------- |
| 1 | Карым            | село                            | 10        |
| 2 | Шугур            | деревня, административный центр | 637       |